# Knockout (personaje)
Knockout (Diana Golmett), es una supervillana, aunque en ocasiones temporalmente trabajó como antiheroína. Perteneciente a la editorial DC Comics, es una guerrera extraterrestre desertora de las Furias Femeninas de Apokolips que debutó en las páginas de la historieta de Superboy Vol.3 #1 (febrero de 1994), y fue creada por Karl Kesel y Tom Grummett.

## Biografía del personaje ficticio
Knockout es una antigua Furia Femenina de Apokolips. Apareció por primera vez luego de que el clon de Superman, Superboy (Conner Kent), se mudase a Hawái. Usando su superfuerza, luchó y coqueteó con Superboy solo por el gusto de hacerlo. Su identidad secreta era la de una superpoderosa estríper que trabajaba en un club llamado Boom Boom Room. Más adelante sería reclutada por Amanda Waller para formar parte del Escuadrón Suicida, con el que sería enviada a una misión donde atacarían a un cartel internacional de las drogas llamado Silicon Dragons. Formó equipo junto al Capitán Boomerang, Deadshot, Sidearm y King Shark dentro del escuadrón. El Escuadrón Suicida tendría que superar su traición y los enemigos abrumadores, por lo que al final, Knockout supuestamente apareció asesinada después de que el Escuadrón la dejara abandonada a su suerte junto a King Shark en una base a punto de explotar. Más tarde regresaría con vida y ayudaría a Superboy en un combate contra Valor, un supervillano, aunque ella y Superboy tuvieron un combate. Ella reaparecería posteriormente y se asociaría con Superboy en varias de sus aventuras. Pronto, sin embargo, su pasado como furia femenina desertora regresó. Debido a que ocultó por mucho tiempo sus orígenes, ella era originaria de Apokolips, fue una miembro del batallón de las furias de Apokolips al servicio de Abuela Bondad. Su historia se remonta desde el momento por el cual, Big Barda abandonase Apokolips rumbo a la Tierra junto con Mr. Miracle, Knockout también tomó la decisión de desertar de las furias y viajar a la Tierra. En un momento dado, ella se encontraba encadenada a una pared en los pozos de fuego como castigo, logró liberarse de sus cadenas y saltó al pozo de fuego. Mientras lo hacía logró abrir un tubo de luz que la condujo hasta Hawái.
Con lo que no contaba era que estaba siendo buscada desde su planeta natal, por lo que sus antiguas compañeras furias habían llegado a Hawái a reclamar el regreso de Knockout. Esto provocó una batalla entre Superboy, Knockout y un contingente de oficiales de policía y las furias femeninas. Un oficial de policía murió durante la batalla, pero las furias serían expulsadas cuando Dubbilex usó sus habilidades mentales para convencerlos de que Knockout también había muerto en combate. Dubbilex investigó el asesinato del oficial de policía, utilizando sus habilidades mentales para escanear los recuerdos de la mayoría de los sobrevivientes. Pronto se dieron cuenta de que Knockout había matado al oficial, porque simplemente él estaba entorpeciendo su camino.
La policía intentó arrestarla, pero Superboy se negó a creer que ella fuese culpable, lo que obligó a esconderse brevemente de la Ley. Los dos se encontraron con un explorador llamado Víctor Volcaneum al que Knockout esperaba que Superboy matase como señal de deferencia hacia ella. Superboy se negó, así que Knockout mató a VOlcanus en su lugar. Al ver las verdaderas intenciones de Knockout, Superboy logró derrotarla y ponerla bajo custodia.
Konockout nunca escapó a la custodia durante el resto de la serie de Superboy, ya que se usaron elementos de antigravedad para mantenerla restringida y evitar que pudiese usar sus habilidades superhumanas.
En el arco Hipertensión, Superboy encontró varias variaciones de Knockouts durante su viaje a través del Hipertiempo, y una de las versiones alternativas era una agente de Black Zero, una versión alternativa adulta de Superboy. Otra versión notable dio la vida para salvar a Superboy y a los Challengers of the Unknown de una horda de Doomsdays.
Desde entonces, se ha revelado que ha permanecido libre desde entonces, y se unió a la Sociedad Secreta de Supervillanos, durante la miniserie limitada Villanos Unidos. En este cómic se revelaría que se había unido a la Sociedad como un topop a petición de su amante, Scandal Savage, miembro de los Seis Secretos.

### Su estancia con los Seis secretos

#### Seis Secretos Vol.2
Knockout se unió a los Seis Secretos junto a su interés amoroso, Scandal Savage. El equipo asesinó exitosamente a un guardián de la cárcel en Corea del Norte, permitiendo que los Seis Secretos descansaran por un tiempo. Cada miembro celebró a su manera cuando un equipo de asesinos atacó a cada miembro salvo a Catman.
Knockout estuvo a punto de ser asesinada cuando Pistolera le disparó con un rifle francotirador thanagariano. El disparo le implantó una bomba en la piel y cuando Scandal se negó a separarse de su lado, ella la arrojó fuera del alcance de la explosión diciéndole que se encontrarían nuevamente en el más allá. Después de que estallase la bomba, Scandal removió los escombros para encontrar a Knockout milagrosamente viva, luego de que sus habilidades regenerativas la salvaran, aunque horriblemente quemada e inconsciente. Knockout recibió tratamiento por sus lesiones externas, y gracias a sus capacidades regenerativas apokoliptanas, se recuperó satisfactoriamente.
Knockout se reincorporaría a los Seis Secretos con la esperanza de encontrar a la persona detrás de su intento de asesinato, pero se lesionó cuando Rag Doll los atacó debido a la manipulación mental del Doctor Psycho, aunque su regeneración le evitó cualquier daño permanente. Aunque se creía que había sido amante de Scandal, Knockout sería encontrada en la cama con Deadshot, al ser descubiertos por Scandal en el acto. Más tarde se revelaría que Knockout se había acostado con Floyd porque malinterpretó la exclusividad sexual de su relación con Scandal: en Apokolips las costumbres de su gente carecen de cualquier convención similar, y se sorprendió, pero se disculpó por haberle causado dolor a Scandal. Scandal y Knockout se disculparían la una con la otra por lo sucedido, y estaban de nuevo juntos al momento de finalizar la serie y Scandal seguiría llamándola su novia pese a la aventura sexual de Knockout.
Semanas más tarde, después de que Scandal sugiriera que su mal humor fue el resultado de su encuentro inconcluso con Barda, Knockout fue a la sede de las Birds of Prey para continuar con su pelea. A su llegada, Infinity-Man la rastreó y la mató, y la agregó a la lista negra de los Nuevos Dioses asesinados. Ella dijo que conocía a su agresor y solicitó una última llamada telefónica a Scandal, cuyo contenido se desconoció en su momento.
Knockout volvería en una aparición post mortem en las páginas de Secret Six Vol. 2 #1, cuando el equipo intenta animar a Scandal con una Estríper que vestía de manera similar a su amante fallecida. Scandal, estando ebria, tuvo una visión, posiblemente una alucinación, donde Knockout la consolaba., aunque Scandal Savage más adelanto notó que no vio a Knockout entrando, y, en el momento en que se encuentra a la estríper, quien se le presenta como Liana Kerzner, empieza a salir con ella y van de compras.

#### Seis SecretosVol.3
Se pudo demostrar que Scandal mantuvo la tarjeta de "Salida del Hell Free", que los Seis habían tenido la tarea de capturar y habían denunciado falsamente o habían sido destruidos. CUando se descubre que Rag Doll la robó, Scandal lo asesina. Posteriormente, Black Alice como un acto final antes de que esta abandonase el equipo, teletransporta al resto del equipo al infierno para poder recuperar dicha tarjeta donde Scandal, horrorizada, descubre a Knockout le había lavado el cerebro Rag Doll, como parte de su pago para ser elevado a la jerarquía del inframundo. Por consiguiente, se desataría una pelea excepcionalmente violenta, lo que provocaría que todo el equipo junto con Knockout escape y regresase a la Tierra con el conocimiento de su destino final.
Con su resurrección, Knockout se reintegra a los Seis Secretos y los acompaña a una misión con el equipo en Gotham City para asesinar a varios aliados de Batman Mientras estaban en Gotham City, Scandal propone un matrimonio polígamo entre Knockout, ella misma y la estríper con quien venía saliendo Scandal, en el momento en que Knockout estuvo muerta. Knockout acepta la propuesta justo antes de que el equipo fuese emboscado por un puñado de superhéroes que vinieron en ayuda de Batman, lo que resultaría en una batalla masiva. Knockout es rápidamente criticada en la cara por parte del Capitán Atom, y cae al suelo junto con Scandal. Las dos mujeres se dan la mano por última vez, y Knockout se refiere a Scandal ahora como su "Esposa" antes de que perdiesen el conocimiento. El destino de Knockout y los otros miembros de los Seis Secretos (a excepción de Bane) finalmente queda ambiguo, a medida que la serie es cancelada.

### Los Nuevos 52/DC: Renacimiento
- Knockout apenas tuvo una breve aparición como cameo dentro del reinicio de la continuidad del Universo DC en las páginas de Seis Secretos Vol.4 #12 (mayo de 2016)[15]

## Poderes y habilidades
Knockout es un guerrera altamente entrenada, además, es una maestra del combate cuerpo a cuerpo. Ella también posee fuerza sobrehumana, super-resistencia. Además, también posee un factor curativo.

## Apariciones en otros medios
- Knockout tiene una aparición en la película de animación del 2018 Suicide Squad: Hell to Pay,[17] en su primer debut animado como uno de los secuaces de Vándalo Salvaje y la ex Furias Femeninas de Darkseid. Mantiene una relación romántica con Scandal Savage. Ella aparece por primera vez junto a Scandal rompiendo la guarida del Profesor Pyg y llevándolo como rehén a su departamento. Inmediatamente después de que ella y Scandal son informados de la llegada de Vandal, ella se prepara usando una armadura apokolipiana que guardaba para ella. En ese momento, la pareja termina en una pelea contra los miembros del Escuadrón Suicida, que los derrotan y recuperan la carta "Salgan del infierno gratis" que robaron de Steel Maxum. Justo cuando el Escuadrón es emboscado por los hombres de Savage, ella reanuda para tomar parte en la pelea luchando con el Tigre de Bronce hasta que los hombres de Savage le disparan casi mortalmente cerca de la muerte bajo la queja de Savage de que "la mujer es prescindible". Más tarde se la ve en el hospital en estado crítico con Scandal a su lado.